# Плат (община Рогашка Слатина)
Вижте пояснителната страница за други значения на Плат.
Плат (на словенски: Plat) е село в Словения, Савински регион, община Рогашка Слатина. Според Националната статистическа служба на Република Словения през 2002 г. селото има 84 жители.